# مورتال كومبات: حلف مميت
مورتال كومبات: حلف مميت (بالإنجليزية: Mortal Kombat: Deadly Alliance)‏ ، هي لعبة إلكترونية من نوع ألعاب قتال، أنتجت ميدواي سنة 2002م، وتعمل على الأنظمة الأربع وهي: بلاي ستيشن 2 وإكس بوكس ونينتندو جيم كيوب وجيم بوي أدفانس.
تبدأ القصة عندما يحاول كوان شي إعادة احياء جيش التنين ولذلك يتعاون مع شانغ تسونغ ويقومان بقتل شاو كان.

## وصلات خارجية
- Mortal Kombat: Deadly Alliance على موبي غيمز
- Mortal Kombat: Tournament Edition على موبي غيمز